# پاناتاله
پاناتاله (به لاتین: Panatale) یک منطقهٔ مسکونی در سری‌لانکا است که در استان مرکزی (سری‌لانکا) واقع شده‌است.